# Leichtathletik-Weltmeisterschaften 1991/400 m der Frauen

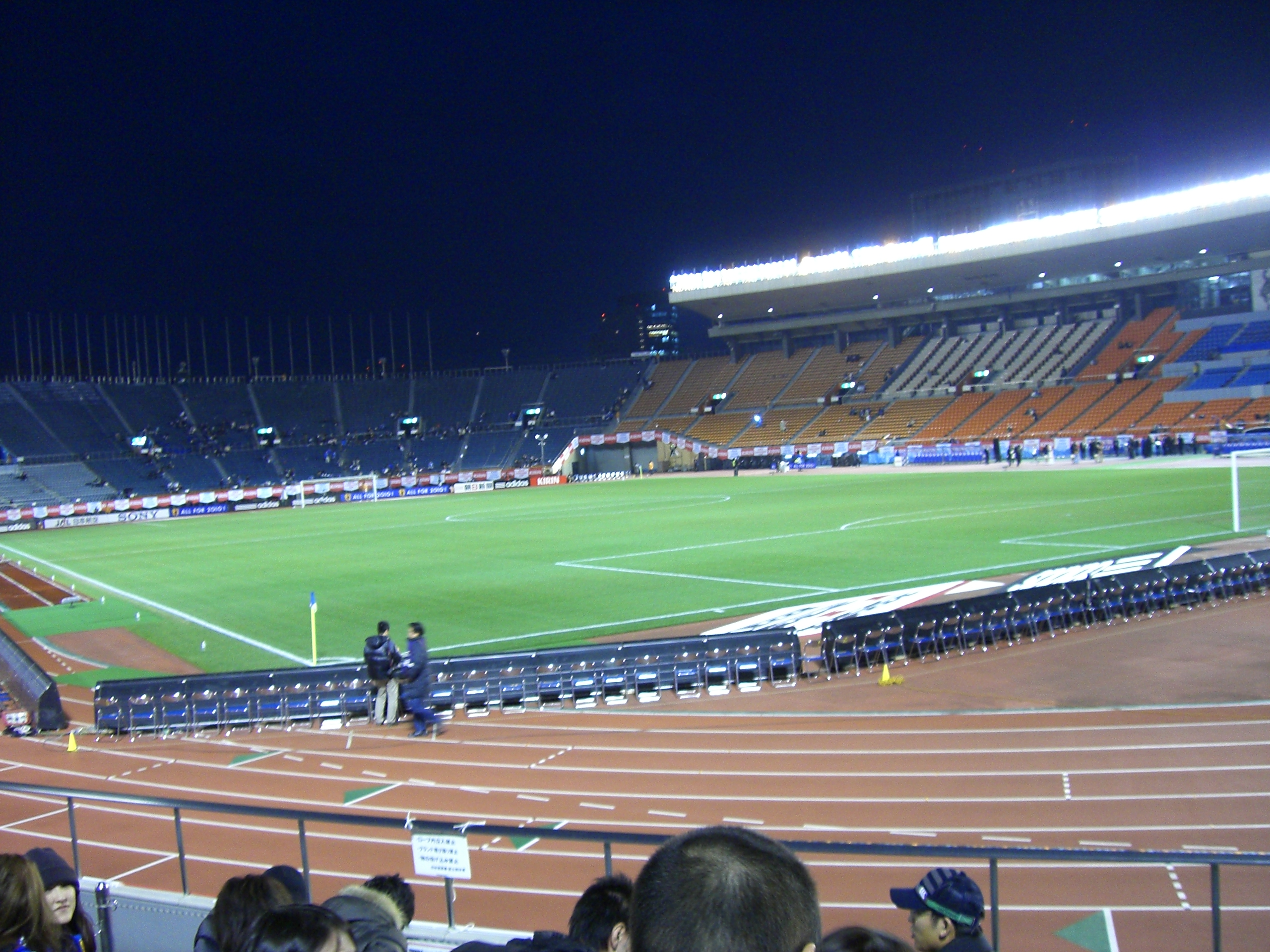
Das Olympiastadion in Tokio im Jahr 2008

Der 400-Meter-Lauf der Frauen bei den Leichtathletik-Weltmeisterschaften 1991 wurde vom 24. bis 27. August 1991 im Olympiastadion der japanischen Hauptstadt Tokio ausgetragen.
Weltmeisterin wurde die französische EM-Dritte der Vorjahres Marie-José Pérec. Sie gewann vor der amtierenden Europameisterin Grit Breuer aus Deutschland, die am Schlusstag mit beiden Staffeln ihres Landes jeweils Bronze errang. Bis einschließlich 1990 war sie für die DDR gestartet und hatte 1988 mit der 4-mal-400-Meter-Staffel Olympiagold gewonnen. Auch bei den Europameisterschaften des Vorjahres hatte es für sie neben ihrem Einzelsieg auch Gold mit der Staffel gegeben. Den dritten Rang belegte die Spanierin Sandra Myers.

## Bestehende Rekorde
| Weltrekord               | 47,60 s | Marita Koch           | Canberra, Australien          | 6. Oktober 1985 |
| Weltmeisterschaftsrekord | 47,99 s | Jarmila Kratochvílová | WM 1983 in Helsinki, Finnland | 10. August 1983 |

Der WM-Rekord wurde bei diesen Weltmeisterschaften nicht eingestellt und nicht verbessert.

## Vorrunde
5. August 1991, 17:35 Uhr
Die Vorrunde wurde in fünf Läufen durchgeführt. Die ersten vier Athletinnen pro Lauf – hellblau unterlegt – sowie die darüber hinaus vier zeitschnellsten Läuferinnen – hellgrün unterlegt – qualifizierten sich für das Viertelfinale.

### Vorlauf 1
| Platz | Name             | Nation              | Zeit    |
| ----- | ---------------- | ------------------- | ------- |
| 1     | Marie-José Pérec | Frankreich          | 51,00 s |
| 2     | Olha Bryshina    | Sowjetunion         | 51,36 s |
| 3     | Linda Keough     | Großbritannien      | 51,51 s |
| 4     | Sølvi Olsen      | Norwegen            | 52,84 s |
| 5     | Cheryl Allen     | Kanada              | 53,17 s |
| 6     | Huang Yanhong    | Volksrepublik China | 54,51 s |
| 7     | Lasnet Nkouka    | Republik Kongo      | 57,85 s |

### Vorlauf 2
| Platz | Name                 | Nation           | Zeit        |
| ----- | -------------------- | ---------------- | ----------- |
| 1     | Sandra Myers         | Spanien          | 52,70 s     |
| 2     | Fatima Yusuf         | Nigeria          | 52,81 s     |
| 3     | Nancy McLeón         | Kuba             | 52,87 s     |
| 4     | Norfalia Carabalí    | Kolumbien        | 53,31 s     |
| 5     | Aïssatou Tandian     | Senegal          | 53,65 s     |
| 6     | Vaciseva Tavaga      | Fidschi          | 58,82 s     |
| 7     | Juliana Nzang Obieng | Äquatorialguinea | 1:04,13 min |

### Vorlauf 3
| Platz | Name               | Nation                  | Zeit        |
| ----- | ------------------ | ----------------------- | ----------- |
| 1     | Jearl Miles        | USA                     | 51,88 s     |
| 2     | Lorraine Hanson    | Großbritannien          | 52,08 s     |
| 3     | Ximena Restrepo    | Kolumbien               | 52,41 s     |
| 4     | Karin Janke        | Deutschland             | 53,73 s     |
| 5     | Reawadee Srithoa   | Thailand                | 54,91 s     |
| 6     | Zeinabou Jean-Wali | Niger                   | 1:05,03 min |
| DSQ   | Sharmaine Williams | Turks- und Caicosinseln |             |
| DNS   | Suzie Tanefo       | Kamerun                 |             |

### Vorlauf 4
| Platz | Name                   | Nation      | Zeit    |
| ----- | ---------------------- | ----------- | ------- |
| 1     | Diane Dixon            | USA         | 52,43 s |
| 2     | Grit Breuer            | Deutschland | 52,56 s |
| 3     | Aelita Jurtschenko     | Sowjetunion | 52,65 s |
| 4     | Renée Poetschka        | Australien  | 52,65 s |
| 5     | Julia Merino           | Spanien     | 53,04 s |
| 6     | Orit Kolodni           | Israel      | 54,26 s |
| 7     | Claudia Acerenza       | Uruguay     | 55,82 s |
| 8     | Graciela von Schmeling | Paraguay    | 57,37 s |

### Vorlauf 5
| Platz | Name                 | Nation      | Zeit    |
| ----- | -------------------- | ----------- | ------- |
| 1     | Charity Opara        | Nigeria     | 51,06 s |
| 2     | Ljudmyla Dschyhalowa | Sowjetunion | 51,45 s |
| 3     | Lillie Leatherwood   | USA         | 53,04 s |
| 4     | Judit Forgács        | Ungarn      | 53,24 s |
| 5     | Martha Grossenbacher | Schweiz     | 53,77 s |
| 6     | Shermaine Ross       | Grenada     | 55,90 s |
| 7     | Mary-Estelle Kapalu  | Vanuatu     | 56,47 s |

## Viertelfinale
25. August 1991, 18:20 Uhr
Aus den vier Viertelfinalläufen qualifizierten sich die jeweils ersten vier Athletinnen – hellblau unterlegt – sowie die darüber hinaus vier zeitschnellsten Läuferinnen – hellgrün unterlegt – für das Halbfinale.

### Viertelfinallauf 1
| Platz | Name               | Nation      | Zeit (s) |
| ----- | ------------------ | ----------- | -------- |
| 1     | Jearl Miles        | USA         | 51,88    |
| 2     | Sandra Myers       | Spanien     | 52,01    |
| 3     | Grit Breuer        | Deutschland | 52,16    |
| 4     | Fatima Yusuf       | Nigeria     | 52,46    |
| 5     | Sølvi Olsen        | Norwegen    | 52,95    |
| 6     | Aïssatou Tandian   | Senegal     | 53,06    |
| 7     | Cheryl Allen       | Kanada      | 53,21    |
| DNF   | Aelita Jurtschenko | Sowjetunion |          |

### Viertelfinallauf 2
| Platz | Name                 | Nation         | Zeit (s) |
| ----- | -------------------- | -------------- | -------- |
| 1     | Ljudmyla Dschyhalowa | Sowjetunion    | 50,76    |
| 2     | Diane Dixon          | USA            | 50,84    |
| 3     | Linda Keough         | Großbritannien | 51,13    |
| 4     | Renée Poetschka      | Australien     | 51,65    |
| 5     | Julia Merino         | Spanien        | 51,82    |
| 6     | Norfalia Carabalí    | Kolumbien      | 52,38    |
| 7     | Judit Forgács        | Ungarn         | 53,79    |
| DSQ   | Charity Opara        | Nigeria        |          |

### Viertelfinallauf 3
| Platz | Name                 | Nation         | Zeit (s) |
| ----- | -------------------- | -------------- | -------- |
| 1     | Marie-José Pérec     | Frankreich     | 50,61    |
| 2     | Ximena Restrepo      | Kolumbien      | 50,66    |
| 3     | Lillie Leatherwood   | USA            | 50,75    |
| 4     | Olha Bryshina        | Sowjetunion    | 50,79    |
| 5     | Lorraine Hanson      | Großbritannien | 51,02    |
| 6     | Karin Janke          | Deutschland    | 53,08    |
| 7     | Nancy McLeón         | Kuba           | 53,72    |
| DNS   | Martha Grossenbacher | Schweiz        |          |

## Halbfinale
26. August 1991, 17:55 Uhr
Aus den beiden Halbfinalläufen qualifizierten sich die jeweils ersten vier Athletinnen – hellblau unterlegt – für das Finale.

### Halbfinallauf 1

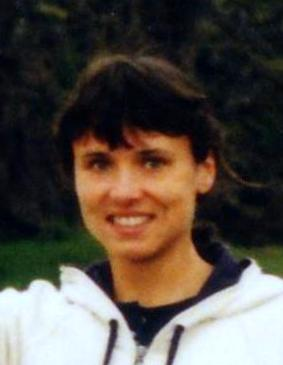
Sølvi Olsen erreichte als Achte ihres Halbfinales nicht den Endlauf

| Platz | Name              | Nation         | Zeit (s) |
| ----- | ----------------- | -------------- | -------- |
| 1     | Marie-José Pérec  | Frankreich     | 49,94    |
| 2     | Grit Breuer       | Deutschland    | 50,14    |
| 3     | Olha Bryshina     | Sowjetunion    | 50,26    |
| 4     | Diane Dixon       | USA            | 50,75    |
| 5     | Lorraine Hanson   | Großbritannien | 50,93    |
| 6     | Norfalia Carabalí | Kolumbien      | 52,40    |
| 7     | Renée Poetschka   | Australien     | 52,76    |
| 8     | Julia Merino      | Spanien        | 53,41    |

### Halbfinallauf 2
| Platz | Name                 | Nation         | Zeit (s) |
| ----- | -------------------- | -------------- | -------- |
| 1     | Sandra Myers         | Spanien        | 50,64    |
| 2     | Lillie Leatherwood   | USA            | 50,68    |
| 3     | Jearl Miles          | USA            | 50,79    |
| 4     | Ximena Restrepo      | Kolumbien      | 50,82    |
| 5     | Ljudmyla Dschyhalowa | Sowjetunion    | 50,85    |
| 6     | Fatima Yusuf         | Nigeria        | 50,91    |
| 7     | Linda Keough         | Großbritannien | 50,98    |
| 8     | Sølvi Olsen          | Norwegen       | 53,63    |

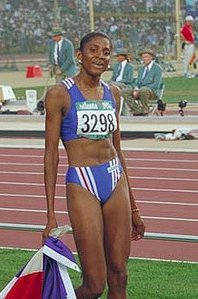
Nach Rang drei bei den Europameisterschaften des Vorjahres wurde Marie-José Pérec nun Weltmeisterin
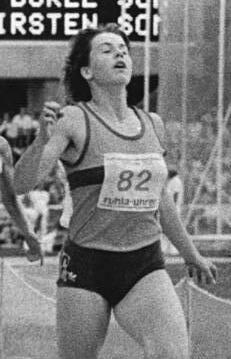
Die amtierende Europameisterin Grit Breuer (hier als Siegerin der DDR-Leichtathletik-Meisterschaften 1989) wurde Vizeweltmeisterin
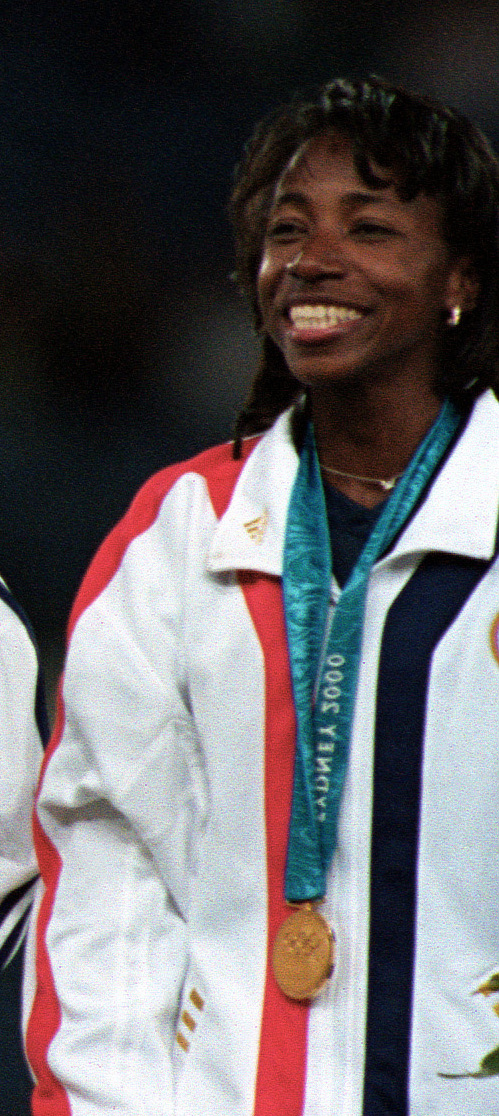
Jearl Miles kam hier auf den fünften Platz – sie war die kommende Weltmeisterin und hatte als Jearl Miles-Clark viele weitere Erfolge noch vor sich

## Finale
27. August 1991, 19:30 Uhr
| Platz | Name               | Nation      | Zeit (s) |
| ----- | ------------------ | ----------- | -------- |
| 1     | Marie-José Pérec   | Frankreich  | 49,13    |
| 2     | Grit Breuer        | Deutschland | 49,42    |
| 3     | Sandra Myers       | Spanien     | 49,78    |
| 4     | Olha Bryshina      | Sowjetunion | 49,82    |
| 5     | Jearl Miles        | USA         | 50,50    |
| 6     | Ximena Restrepo    | Kolumbien   | 50,79    |
| 7     | Lillie Leatherwood | USA         | 51,53    |
| 8     | Diane Dixon        | USA         | 51,73    |

## Video
- Women's 400m, World Championships Tokyo 1991 auf youtube.com, abgerufen am 29. April 2020